# Аргонавтика (Аполлоний Родосский)
«Аргона́втика» (др.-греч. Ἀργοναυτικά) — поэма Аполлония Родосского, написанная в первой половине III века до н. э. и ставшая единственной сохранившейся эпической поэмой эллинистической эпохи.

## Сюжет
Поэма рассказывает о плавании аргонавтов за золотым руном. Центральным персонажем первой части является Геракл. Затем его оставляют в Мисии, и на передний план выходит Ясон. Путешественники прибывают в Колхиду; дочь местного царя Медея благодаря вмешательству богов влюбляется в Ясона. Герои похищают руно и возвращаются домой долгим кружным путём — вверх по Истру, через Африку и страну феаков.
В поэме сюжетный материал из мифологического превращается в скорее сказочный. Аполлоний не упускает возможности демонстрировать свою эрудицию: аргонавты у него плывут по необычному для мифов маршруту, так что автор может использовать местные предания различных регионов и географические трактаты. Аполлоний привносит в повествование много бытовых деталей, при этом неявным образом полемизируя с Гомером. Так, если в «Илиаде» на ход войны влияет выстрел троянца Пандара, ранивший Менелая, то в «Аргонавтике» всё решает выстрел в Медею Эроса, изображённого в образе шаловливого мальчика.

## Влияние
«Аргонавтика» пользовалась большим успехом в Риме. Она была переведена на латынь в середине I века до н. э. и оказала определяющее влияние на Вергилия в его работе над «Энеидой».

## Перевод на русский язык
Впервые «Аргонавтика» была переведена на русский язык Г. Ф. Церетели. 
В 2001 году в серии «Литературные памятники» вышел новый перевод, сделанный Н. А. Чистяковой.